# Rosette Anday
Rosette Anday, de nom real Piroska Anday (Budapest, Hongria, 22 de desembre de 1899 o de 1903 - Pressbaum, prop de Viena, Àustria, 18 de setembre de 1977) fou una mezzosoprano operística hongaresa.

## Biografia
El 23 de setembre de 1921 va cantar a l'Òpera Estatal de Viena l'òpera Carmen de Georges Bizet. Era llavors una cantant d'òpera desconeguda. Franz Schalk, el llavors director de l'Òpera Estatal de Viena, havia conegut un parell de mesos abans la jove cantant a Budapest, quan ella estudiava cant al Conservatori de Música, així com violí amb el compositor Jenő Hubay. Schalk immediatament la va contractar sense oferir-la prèviament un compromís de convidada, com era el costum. En poc temps Rosette Anday es va convertir en una de les principals mezzosopranos de l'Òpera Estatal de Viena. Un dels seus mestres va ser la soprano alta i mezzosoprano Sara Cahier (Sara Jane Layton Walker), que havia cantat Carmen a l'Òpera de la Cort de Viena entre 1907 i 1911. Amb el recolzament de Schalk i de Richard Strauss, va donar el seu primer recital de lieder al Gran Musikverein de Viena en la mateixa temporada
Després del seu debut, va cantar el paper de Cherubino de l'òpera Les noces de Fígaro de Mozart i més tard el de Dorabella del Così fan tutte de Mozart (aquest paper el va cantar també al Festival de Salzburg). A mesura que la seva veu va anar guanyant força va anar afegint al seu repertori papers més importants. Així, va cantar poc després Aida de Verdi, el paper de Waltraute en Götterdämmerung de Wagner i el paper de Brangäne en Tristan und Isolde de Wagner. Cinc anys després del seu debut a l'Òpera de Viena va cantar el paper de Dalila de l'òpera Samson et Dalila de Camille Saint-Saëns.

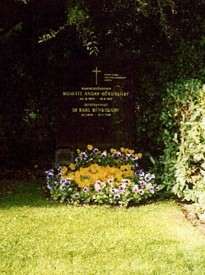
Tomba de Rosette Anday

Després d'això va anar de gira pels principals teatres d'òpera d'Europa i d'Amèrica. Va interpretar arreu un dels seus èxits més grans, el paper de Klytämnestra de l'òpera Elektra de Strauss. Es va mantenir sempre estretament relacionada amb l'Òpera Estatal de Viena. Al Gran Teatre del Liceu de Barcelona va actuar el gener de 1926 en Tristan und Isolde, obra que va repertir al mateix teatre un any més tard. Va tornar a cantar al teatre el 1930, primer l'òpera Carmen i després un altre cop Tristan und Isolde. El desembre de 1935 va oferir un recital al Palau de la Música Catalana de Barcelona, amb l'acompanyament del pianista Herbert Winkler.
El 1938, després de l'Anschluss d'Àustria, se li va prohibir cantar a Rosette Anday, a causa del seu origen jueu, i tot que estava casada amb un home no jueu va haver d'amagar-se per por a les deportacions.
Poc després de la fi de la Segona Guerra Mundial va reiniciar la seva carrera operística al Theater an der Wien.
Rosette Anday va ser una de les cantants que van començar més joves de la història de l'òpera i una de les que més temps va estar en actiu. Va guanyar molts premis arreu del món. Molt popular en la societat vienesa, va viure en la seva casa de Pressbaum (un barri del districte de Sankt Pölten-Land), al carrer Rosette Anday, fins al final de la seva vida. Va morir deu dies després de fer els 74 anys. Va ser enterrada al Cementiri Central de Viena (grup 32 C, número 48).

## Discografia (selecció)
- 1955 - Kurt Weil, Die Dreigroschenoper - Helge Roswaenge, Rosette Anday, Alfred Jerger, Kurt Preger, Frederick Guthrie, Hedy Fassler, Anny Felbermayer, Liane Augustin, Cor i Orquestra de la Wiener Volksoper, director Frederick Charles Adler (Amadeo).
- 1955 - Carl Millöcker, Der Bettelstudent - Esther Réthy, Rosette Anday, Wilma Lipp, Franz Bierbach, Rudolph Christ, Karl Doench, August Jaresch, Erich Kaufmann, Kurt Preger, Richard Sallaba, Eberhard Wächter, Cor i Orquestra de la Wiener Volksoper, director Anton Paulik (Naxos).
- 1957 - Verdi, Rèquiem - Ilona Steingruber, Ratko Delorco, Rosette Anday, Oskar Czerwenka, Orquestra i Cors de la Simfònica d'Àustria, director Gustav Koslik (Remington Musirama).
- 1959 - Beethoven, Simfonia núm. 9 "Coral" - Louise Helletsgruber, Rosette Anday, Georg Maikl, Richard Mayr, Cor del Teatre de l'Òpera de Viena, Orquestra Filharmònica de Viena, director Felix Weingartner (Columbia).
- 1959 - Johann Strauss (fill), Der Zigeunerbaron (selecció) - Julius Patzak, Kurt Preger, Hilde Zadek, Rosette Anday, Cor i Orquestra de l'Òpera de l'Estat de Viena, director Clemens Krauss (DECCA).
- 1966 - Johann Strauss (fill), Die Fledermaus - Georg Oggl, Hugo Meyer-Welfing, Rosette Anday, Ruthilde Bösch, Emmy Funk, Cor i Orquestra d'Operetes de Viena, director Max Schönherr (Fidelity).
- 1966 - Gustav Mahler, Simfonia núm. 2 "Resurrecció" - Maria Cebotari, Rosette Anday, Cor de l'Òpera de Viena, Orquestra Filharmònica de Viena, director Bruno Walter (Polydor).
- 1981 - Beethoven, Simfonia núm. 9 "Coral" - Irmgard Seefried, Rosette Anday, Julius Patzak, Otto Edelmann, Orquestra Filharmònica de Viena i Cor de l'Acadèmia de Cant de Viena, director Wilhelm Furtwängler (Seven Seas, data d'edició, enregistrat anys abans).
- 2010 - Wagner, Das Rheingold - Ferdinand Frantz, Alfred Poell, Willy Friedrich, Julius Pölzer, Elisabeth Höngen, Ilona Steingruber, Rosette Anday, Orquestra Simfònica de Viena, director Rudolf Moralt (Myto Records Italy, CD).
- 2010 - Wagner, Der Ring des Nibelungen - Günther Treptow, Karl Kamann, Adolf Vogel, Ludwig Weber, Gertrude Grob Prandl, Hilde Konetzni, Judith Hellwig, Rosette Anday, Orquestra Simfònica de Viena, director Rufold Moralt (Myto Records Italy, CD).

## Honors
- 1955: Medalla d'Or al Mèrit de la República d'Àustria.[8]
- L'any 1980 se li va donar el seu nom a un carrer de la ciutat de Viena, al districte 14 (Penzing).

## Biografia
- Anday, Rosette en: Großes Sängerlexikon, 2000, p. 493 i següents.